# Chăm sóc sức khỏe ban đầu
Chăm sóc sức khỏe ban đầu (Primary Health Care, or PHC) là những chăm sóc sức khỏe thiết yếu dựa trên các cơ sở thực tế và khoa học, các phương pháp chấp nhận được về mặt xã hội và các kỹ thuật có thể tiếp cận được một cách dễ dàng tới mọi cá nhân và gia đình trong một cộng đồng. Thông qua sự tham gia của chính họ với một chi phí mà cộng đồng và đất nước họ có thể đủ khả năng chi trả cho bất kỳ giai đoạn phát triển nào trên tinh thần tự lực và tự cường ". Chăm sóc sức khỏe ban đầu là một cách tiếp cận sức khỏe vượt ra ngoài phạm vi hệ thống chăm sóc sức khỏe truyền thống để tập trung vào công bằng sức khỏe - tạo điều kiện xây dựng chính sách xã hội. Chăm sóc sức khỏe ban đầu bao gồm tất cả các lĩnh vực có vai trò trong sức khỏe, như tiếp cận các dịch vụ y tế, môi trường và lối sống. Do đó, các biện pháp chăm sóc sức khỏe ban đầu và y tế công cộng được tiến hành cùng nhau, có thể coi là khâu bản lề của hệ thống y tế toàn cầu. Theo Tổ chức Y tế Thế giới WHO, xây dựng các mục tiêu chăm sóc sức khỏe ban đầu theo ba hướng chính, "trao quyền cho người dân và cộng đồng, chính sách và hành động liên ngành, chăm sóc sức khỏe ban đầu và các chức năng y tế công cộng thiết yếu là cốt lõi của các dịch vụ y tế tích hợp [1]." Dựa trên những định nghĩa này, chăm sóc sức khỏe ban đầu không chỉ giúp một cá nhân sau khi được chẩn đoán là mắc bệnh hay rối loạn, mà còn chủ động dự phòng những vấn đề với sự thấu hiểu rõ ràng về cá nhân đó.
Mô hình chăm sóc sức khỏe lý tưởng này đã được thông qua trong tuyên ngôn của Hội nghị quốc tế về Chăm sóc Sức khỏe Ban đầu được tổ chức tại Alma Ata, Kazakhstan năm 1978 (còn được gọi là " Tuyên ngôn Alma Ata "), và đã trở thành một nội dung cơ bản về mục tiêu Sức khỏe cho tất cả mọi người - Health for all của Tổ chức Y tế Thế giới. Hội nghị Alma-Ata đã phát động một "phong trào Chăm sóc Sức khỏe Ban đầu" với sự tham gia của các chuyên gia và các tổ chức chính trị, chính phủ và các tổ chức xã hội dân sự, các nhà nghiên cứu và các tổ chức từ cơ sở nhằm cam kết giải quyết bất bình đẳng về sức khỏe mà " không thể chấp nhận được về mặt chính trị, kinh tế và xã hội" ở tất cả các nước. Có nhiều nhân tố đã truyền cảm hứng cho Chăm sóc Sức khỏe Ban đầu; một ví dụ nổi bật là các Bác sĩ Chân đất tại Trung Quốc.